# 新北市三峽區大埔國民小學
新北市三峽區大埔國民小學是位於新北市三峽區大埔路130號，日治時期大正十一年（1922年）創立三峽公學校大埔分教場，附設幼兒園。

## 校史
1922年台北州政府成立臺北州三峽公學校大埔分教場，於1929年因學生人數過多使三峽公學校大埔分教場遭廢止並成立大埔公學校。1941年校名改稱為「臺北州大埔國民學校」。1946年台灣戰後時期第1屆學生畢業，之後黃欉先生於1964年成立「臺北縣三峽鎮大埔國民學校民義分校」。1968年九年國教實施改制為「臺北縣三峽鎮大埔國民小學」，在1993年成立大埔國小射箭隊。2001年成立大埔國民小學附設幼兒園。
2010年因臺北縣升格為新北市，並更名為「新北市三峽區大埔國民小學」。2013年大埔國小校舍落成，時任新北市長朱立倫到校剪綵。大埔國小知名校友是2020東京奧運射箭國手湯智鈞。

## 歷任校長

### 日治時期
| 姓名       | 任期                  |
| ---------- | --------------------- |
| 治田次三郎 | 1929年1月-1932年3月   |
| 高口 惠    | 1932年3月-1932年8月   |
| 佐分利義彰 | 1932年8月年-1941年4月 |
| 花村孝之   | 1941年4月-1942年5月   |
| 本生敏     | 1942年5月-1945年9月   |
| 林水泉     | 1945年9月-1945年10月  |

### 中華民國時期
| 姓名   | 任期          |
| ------ | ------------- |
| 林水泉 | 1945年-1946年 |
| 林文華 | 1946年-1948年 |
| 陳炳傑 | 1948年-1962年 |
| 陳慶   | 1962年-1971年 |
| 郭連三 | 1971年-1976年 |
| 李宇良 | 1976年-1977年 |
| 柯楚   | 1977年-1981年 |
| 趙昕   | 1981年-1987年 |
| 張連寶 | 1987年-1993年 |
| 周松吉 | 1993年-1998年 |
| 柯麗貞 | 1998年-2006年 |
| 吳啟禎 | 2006年-2008年 |
| 葉欲春 | 2008年-2012年 |
| 許清林 | 2012年-2016年 |
| 林振雄 | 2016年-2023   |
| 黃國鏘 | 2023年-至今   |

## 資料來源
1. ↑  邵捷. . 蕃新聞.   [2023-08-07]. （原始内容存档于2023-08-07）.
2. ↑  邱書昱. . 自由時報.   [2023-08-07]. （原始内容存档于2023-08-07）.
3. ↑  曾德峰. . 中央社.   [2023-08-07].
4. 1 2  .   [2023-07-18]. （原始内容存档于2020-12-02）.
5. ↑  陳俊雄. . 中時新聞網.   [2023-08-08]. （原始内容存档于2023-08-10）.
6. ↑  邱書昱. . 自由時報.   [2023-08-07]. （原始内容存档于2023-08-07）.

## 外部連結
- 新北市三峽區大埔國民小學 （页面存档备份，存于）
- 新北市三峽區大埔國小Youtube （页面存档备份，存于）